# Disophrys atripennis
Disophrys atripennis är en stekelart som först beskrevs av Szepligeti 1915.  Disophrys atripennis ingår i släktet Disophrys och familjen bracksteklar. Inga underarter finns listade i Catalogue of Life.